# Callionymus altipinnis
 Callionymus altipinnis és una espècie de peix de la família dels cal·lionímids i de l'ordre dels cipriniformes que es troba a Hong Kong.